# Otto Büchel
Otto Büchel (* 6. Januar 1949 in Vaduz; † 8. Januar 2005 in Balzers) war ein liechtensteinischer Politiker (VU) und Radsport-Funktionär.

## Biografie
Büchel wuchs als ältester von drei Söhnen in Ruggell auf. Er besuchte die Realschule in Eschen und absolvierte im Anschluss eine kaufmännische Lehre bei der Hilti AG in Schaan. Dort arbeitete er die nächsten 40 Jahre als Finanzbuchhalter.
Während seiner politischen Karriere war Büchel unter anderem 16 Jahre Mitglied im Gemeinderat von Ruggell und fungierte in dieser Zeit vier Jahre als Vizevorsteher und Schulratspräsident. Im Oktober 1993 wurde er für die Vaterländische Union in den liechtensteinischen Landtag gewählt. 1997 und 2001 erfolgte jeweils seine Wiederwahl. Im September 2003 trat Büchel aus gesundheitlichen Gründen zurück. Für ihn rückte der Stellvertretende Abgeordnete Alexander Marxer nach.
Büchel praktizierte ein aktives Vereinsleben. Sein besonderes Interesse galt dem Radsport. Bereits mit 18 Jahren wurde er als Aktuar für den Veloclub Ruggell sowie den Radfahrerverband tätig. Ab 1968 wurde er als Jurymitglied und Jurypräsident aktiv und begleitete so im Laufe der Jahre unzählige Radsportveranstaltungen, unter anderem die UCI-Straßen-Weltmeisterschaften 1983 in Altenrhein. Von 1978 bis 1988 war Büchel Präsident des Veloclubs Ruggell. Danach war er von 1988 bis 1995 Präsident des Radfahrerverbandes. Für seine Leistungen um den Radsport wurde ihm 1995 einstimmig die Ehrenmitgliedschaft des Radfahrerverbandes verliehen.
Der Fussballspieler Martin Büchel ist sein Neffe.